# Список іноземних нагород Президентів України
У списку зазначено іноземні нагороди президентів України

## Леонід Данилович Кучма
- Орден Білої троянди (Фінляндія, 1995)
- Орден «За заслуги перед Італійською Республікою» (Італія, 3 травня 1995)
- Орден Визволителя Сан-Мартіна (Аргентина, 9 квітня 1996)
- Орден Вітовта Великого (Литва, 20 вересня 1996)
- Орден Громадянських заслуг (Іспанія, 4 жовтня 1996)
- Орден «Мугунхва» (Республіка Корея, 1996)
- Орден Білого Орла (Польща, 16 травня 1997)
- Велика Зірка Пошани Почесного знаку «За заслуги перед Австрійською Республікою» (Австрія, 1998)[1]
- Орден За видатні заслуги (Узбекистан, 16 лютого 1998)
- Орден інфанта Енріке (Португалія, 16 квітня 1998)
- Орден Великого князя Литовського Гедиміна (Литва, 4 листопада 1998)
- Орден Серафимів (Швеція, 23 березня 1999)
- Орден «Незалежність» (Азербайджан, 6 серпня 1999)
- Орден Золотого Орла (Казахстан, 7 вересня 1999)
- Орден Зірки Румунії (Румунія, 2000)
- Орден Республіки (Молдова, 8 серпня 2003)
- Орден Великої Вересневої Революції (Лівія, 2003)[2]
- Орден «За заслуги перед Вітчизною» І ступеню (Росія, 20 квітня 2004) — за великий особистий внесок у зміцнення дружби і співпраці між народами Росії та України[3]
- Орден Вахтанга Горгасалі (Грузія, 2013)[4]

## Віктор Андрійович Ющенко
- Орден Білого Орла (Польща, 2005)
- Орден Білої троянди (Фінляндія, 2006)
- Орден Вітовта Великого (Литва, 2006)
- Орден Трьох зірок (Латвія, 2006)
- Орден короля Томислава (Хорватія, 2007)[5]
- Хрест визнання (Латвія, 2008)
- Орден Заслуг (Угорщина, 2008)
- Орден Великої вересневої Революції (Лівія, 2008)[6]
- Орден «Гейдар Алієв» (Азербайджан, 21 травня 2008)
- Орден Заслуг (Мальта, 9 липня 2008)[7]
- Орден Серафимів (Швеція, 2008)
- Орден Ісмоілі Соломні (Таджикистан, 2008)[8]
- Орден Південного Хреста (Бразилія, 2009)
- Орден Золотого руна (Грузія, 2009)
- Орден Перемоги імені Святого Георгія (Грузія, 2009)[9]
- Орден Відродження Польщі (Польща, 2009)
- Орден Досконалості (Грузія, 2011)

## Віктор Федорович Янукович
- Орден Дружби (Казахстан, 6 липня 2010)
- Орден Почесного легіону (Франція, 2010)
- Орден Хосе Марті (Куба, 22 жовтня 2011)
- Орден Ісмоілі Соломні (Таджикистан, 15 грудня 2011)
- Орден Заіда (ОАЕ, листопад 2012)
- Орден Незалежності (Катар, листопад 2012)
- Орден Досконалості (Грузія, 2013)
- Орден Республіки Сербія (Сербія, лютий 2013)
- Орден «Гейдар Алієв» (Азербайджан, 17 листопада 2013)

## Петро Олексійович Порошенко
- Орден Громадянських заслуг (Іспанія,29 січня 2010)
- Орден Республіки (Молдова, 20 листопада 2014)
- Орден Білого орла (Польща, 16 грудня 2014)
- Орден Стара планина (Болгарія, червень 2016)
- Орден За визначні заслуги (Словенія, 2016)
- Орден Заслуг (Мальта, 16 травня 2017)
- Орден короля Абдель-Азіза (Саудівська Аравія, 1 листопада 2017)
- Орден Вітовта Великого (Литва, 2018)

## Володимир Олександрович Зеленський
- Орден Вітовта Великого (Литва, 1 березня 2022)[10]
- Орден Вієстура (Латвія, 2 березня 2022)[11]
- Орден Білого Лева (Чехія, 8 березня 2022)
- Орден Почесного Легіону (Франція, 12 квітня 2023)[12]
- Орден Честь Нації (ЧРІ, 12 квітня 2023)
- Орден імені Джохара Дудаєва (ЧРІ, 12 квітня 2023)
- Орден Свободи (Португалія, 24 серпня 2023)[13]